# Galloanserae
Galloanserae — надряд віялохвостих птахів. Таксон включає два сучасних ряди (куроподібні та гусеподібні) і низку базальних викопних форм.

## Характеристика
У Galloanserae рухоме піднебіння. Проте, у них відсутній характерний для всіх інших кілегрудих птахів псевдосуглоб між частинами крилоподібних кісток, натомість зберігається архаїчне зчленування останніх з базиптеригоїдними відростками черепа. Також від інших птахів Galloanserae відрізняються будовою шкаралупи яєць.

## Систематика
Galloanserae є базальною групою у підкласі віялохвостих птахів. Всі інші птахи підкласу належать до клади Neoaves.

### Класифікація
- клада Odontoanserae
  - ряд †Odontopterygiformes
  - Anserimorphae
(Sibley & Ahlquist, 1988)
    - ряд †Gastornithiformes
    - ряд †Vegaviiformes
    - Anseriformes sensu lato[2]
      - †Conflicto antarcticus
      - †Anatalavis
      - родина †Presbyornithidae
      - ряд Гусеподібні (Anseriformes sensu stricto)
- клада Pangalliformes
  - †Austinornis
  - родина †Gallinuloididae
  - родина †Paraortygidae
  - родина †Quercymegapodiidae
  - родина †Sylviornithidae
  - родина ?†Dromornithidae
  - ряд Куроподібні (Galliformes)

### Філогенія
Філогенетична кладограма що показує родинні зв'язки Galloanserae згідно з Hackett et al. (2008).

|  | Anseriformes                  |
|  |                               |
|  | \| \| Galliformes \| \| \| \| |
|  |                               |
|  | Galliformes                   |
|  |                               |

|  | Galliformes |
|  |             |

|  | Anseriformes                  |
|  |                               |
|  | \| \| Galliformes \| \| \| \| |
|  |                               |
|  | Galliformes                   |
|  |                               |

|  | Galliformes |
|  |             |

|  | Anseriformes                  |
|  |                               |
|  | \| \| Galliformes \| \| \| \| |
|  |                               |
|  | Galliformes                   |
|  |                               |

|  | Galliformes |
|  |             |

|  | Anseriformes                  |
|  |                               |
|  | \| \| Galliformes \| \| \| \| |
|  |                               |
|  | Galliformes                   |
|  |                               |

|  | Galliformes |
|  |             |